# Yacht Club Bielersee
Der Yacht Club Bielersee (YCB) ist ein Wassersportverein in der Schweiz. Er wurde 1942 gegründet und gehört zu den grösseren Yachtclubs in der Schweiz. Der YCB ist Mitglied bei Swiss Sailing. Die Aktivitäten des Clubs finden an verschiedenen Standorten um den Bielersee statt, am Hafen Wingreis bei Twann befindet sich das Clubhaus des YCB.

## Erfolge
Der YCB ist in der Swiss Sailing League aktiv. Segler des YCB konnten immer wieder nationale und internationale Erfolge erringen, darunter:
- Christoph Christen: Schweizer Meister 2000, 2002, 2008, 2013, 2015 und 2017; Deutscher Meister 2023[2] im Finn
- Nils Frei: America’s Cup 2003 und 2007 mit Alinghi
- Robert Hartmann, Maria Rubin, Tanja Baumann und Andreas Rentschler: Swiss Sailing League Master Cup 2024[3]
- Peter Theurer: Teilnahme Olympische Spiele 2000[4]; Schweizer Meister 1994, 1998 und 2024[5] im Finn